# Phyllosticta solitaria
Phyllosticta solitaria Ellis & Everh – gatunek grzybów z klasy Dothideomycetes. Grzyb mikroskopijny, pasożyt niektórych roślin.

## Systematyka i nazewnictwo
Pozycja w klasyfikacji według Index Fungorum: Phyllosticta, Phyllostictaceae, Botryosphaeriales, Incertae sedis, Dothideomycetes, Pezizomycotina, Ascomycota, Fungi.
Po raz pierwszy opisali go w 1895 r. Job Bicknell Ellis i Benjamin Matlack Everhart na liściach gruszy Pyrus coronaria. Synonim: Phyllostictina solitaria (Ellis & Everh.) Shear 1923:

## Morfologia
Teleomorfa nie jest znana, ale wiosną na opadłych liściach opisano struktury podobne do niedojrzałych owocników. Spermogonium nie jest znane.
Anamorfa tworzy pyknidia o różnej budowie. W obrębie plam na liściach są one drobne, cienkościenne, kuliste, o wymiarach 60–95 μm i mają wystający dziób z ostiolą 9–12 × 7–12 μm. Pyknidia na ogonkach liściowych mają rozmiar 62–119 μm, a ostiola 12–14 × 9–12 μm. Na owocach pyknidia są elipsoidalne, spłaszczone, o wymiarach 57–95 × 107–166 μm, z ujściem 12–23 μm i są grubościenne (ściana przy podstawie ma grubość 4,75 μm). Na korze pędów oprócz typowych pyknidiów powstają pyknosklerocja podobne kształtem do tych na owocach, ale mają wyraźny otwór i cieńsze ściany. Pyknosklerocja to pyknidia z dużymi komórkami pseudoparenchymy. Są kuliste lub prawie kuliste, 115–274 × 107–238 μm, z ostiolami o grubości 23–59 μm. Powstające w nich konidia mają długi, wąski, galaretowaty i szklisty wyrostek u podstawy znacznie się rozszerzający do szerokości około połowy konidium. Konidia powstające na liściach i owocach są nieco inne. Niedojrzałe są gruszkowate, dojrzałe czasami kuliste, ale przeważnie o kształcie od jajowatego do szeroko elipsoidalnego, o nieznacznie ząbkowanym wierzchołku, jednokomórkowe, szkliste, gładkościenne, o wymiarach 7–11 × 6–8,5 μm. Otoczone są grubą i śluzowatą warstwą w której są liczne ziarnistości z 5–15 wyraźnymi wierzchołkowymi wyrostkami, zazwyczaj o długości 7–9 μm.

## Występowanie
Występuje w Ameryce Północnej. W Europie do 2020 r. podano tylko jedno jego stanowisko w Danii w połowie XX wieku. Roślinami żywicielskimi Phyllosticta solitaria są: jabłoń (Malus), grusza (Pyrus) i głóg (Crataegus), zarówno gatunki uprawiane, jak i dziko żyjące. U jabłoni powoduje chorobę o nazwie plamistość jabłoni.
Phyllosticta solitaria w Unii Europejskiej znajduje się na liście A1 organizmów kwarantannowych, których wprowadzanie lub rozprzestrzenianie jest zabronione.